# Philodryas trilineata
Philodryas trilineata là một loài rắn trong họ Rắn nước. Loài này được Burmeister mô tả khoa học đầu tiên năm 1861.

## Phân bố
Loài rắn này được tìm thấy ở Argentina.